# Dining With The Sharks
Dining With the Sharks (Cenando con los Tiburones) es el noveno álbum de la banda estadounidense de rock Blue Cheer, el cual marcó un cambio muy notorio en su estilo, orientándose principalmente por un sonido más agresivo y pesado aunque conservando todavía un poco el rastro de su inspiración por el blues.
Para este trabajo Dickie Peterson y Paul Whaley contaron con el apoyo del guitarrista alemán Dieter Saller, pues ambos músicos veteranos se habían establecido en Alemania (Dickie en Erkelenz y Paul en Ratisbona) y era complicado para Andrew MacDonald permanecer activo con la banda durante aquel tiempo, por lo que se retiró y su puesto fue temporalmente ocupado por Saller.
El disco cuenta con la participación del guitarrista de blues Tony McPhee en el tema "When Two Spirits Touch" y también incluye un cover de la canción "Foxy Lady" de Jimi Hendrix.

## Listado de canciones

### Lado A
| N.º   | Título                          | Escritor(es)               | Duración |  |
| 1.    | «Big Noise»                     | Stephens, Rewind, Peterson | 4:49     |  |
| 2.    | «Outrider»                      | Dickie Peterson            | 6:17     |  |
| 3.    | «Sweet Child Of The Reeperbahn» | Saller, Peterson           | 4:10     |  |
| 4.    | «Gunfight»                      | Saller, Peterson           | 6:52     |  |
| 22:08 |                                 |                            |          |  |

### Lado B
| N.º   | Título                   | Escritor(es)     | Duración |  |
| 5.    | «Audio Whore»            | Dickie Peterson  | 3:52     |  |
| 6.    | «Cut The Costs»          | Saller, Peterson | 3:40     |  |
| 7.    | «Sex Soldier»            | Saller, Peterson | 5:04     |  |
| 8.    | «When Two Spirits Touch» | Dickie Peterson  | 3:50     |  |
| 9.    | «Pull The Trigger»       | Dieter Saller    | 5:18     |  |
| 10.   | «Foxy Lady»              | Jimi Hendrix     | 3:51     |  |
| 25:35 |                          |                  |          |  |

## Personal
- Dickie Peterson – Bajo, voz, guitarra
- Paul Whaley – Batería, percusión
- Dieter Saller – Guitarra eléctrica, percusión

## Otros Créditos
Músicos invitados
- Tony McPhee – Guitarra slide (tema 8)
- Dave Anderson, Mick Jones, Harry Love, Roland Hofmann – Palmas (tema 8)

Fotografía y diseño
- Hubert Lankes
- Johann Bauer